# 制宪会议 (智利)
制宪会议（西班牙語：Convención Constitucional）是制订智利新宪法的唯一立法机构，同时也是智利政府的一部分，以回应2020年智利全国公投的政治需求。该立法机构的建立和相关法律文件是由2019年12月24日总统发布的第21,200号总统令正式实施，该总统令规定制宪大会职责是负责起草新宪法以及宪法修订工作。

## 机构名称争议
依据智利国民议会争取民主党籍参议员海梅·金塔纳的说法，制宪大会一词是在2019年11月14日起草《社会和平与新宪法协定》时提出的；当天下午他收到来自民族革新党主席马里奥·德斯博尔德的来信，他在信中要求制订新宪法的机构不要称为制宪议会以促进右翼政客赞同该协议。根据克劳迪娅·海斯和弗朗西斯科·索托等学者的说法，就其运作和组成相同而言，制宪大会概念等同于制宪议会，并且两者功能均对应起草宪法。

## 选举和组成
2021年4月11日举行155名制宪大会成员的选举，并在30天内宣布制宪大会成员的当选，并在宣布当选后的三天内传达给智利国会和总统。在智利国会和总统收到后的三天内由总统确定制宪大会开幕会议的时间和举行地址并向当选成员发出召集令。制宪大会的开幕会议必须在召集令发布之日起15天内举行。
制宪大会的成员比例按照性别平等原则确定，并将17个成员分配给当地的原住民。

## 运作
据估计，制宪大会将在2021年4月19日之后开幕。在制宪大会的开幕会上，其主席和副主席必须由其绝对多数成员选举产生。同样，它必须以三分之二的成员的法定人数批准投票规定。 相同的三分之二法定成员数将用于作出所有决定，这意味着未达成共识的单个提案将被排除在新宪法草案之外。同样，现行《宪法》规定，新宪法的所有单个提案必须尊重民主制度、司法决定和国际条约。
如果有成员声称涉嫌违反适用于新宪法的程序规则的要求，将由抽签选出的最高法院的五名大法官裁决。
新宪法必须在九个月内起草并表决通过，并且只能延长一次，为期三个月。制宪大会一旦表决通过新宪法或延长的期限届满，该机构将被解散。

### 席位

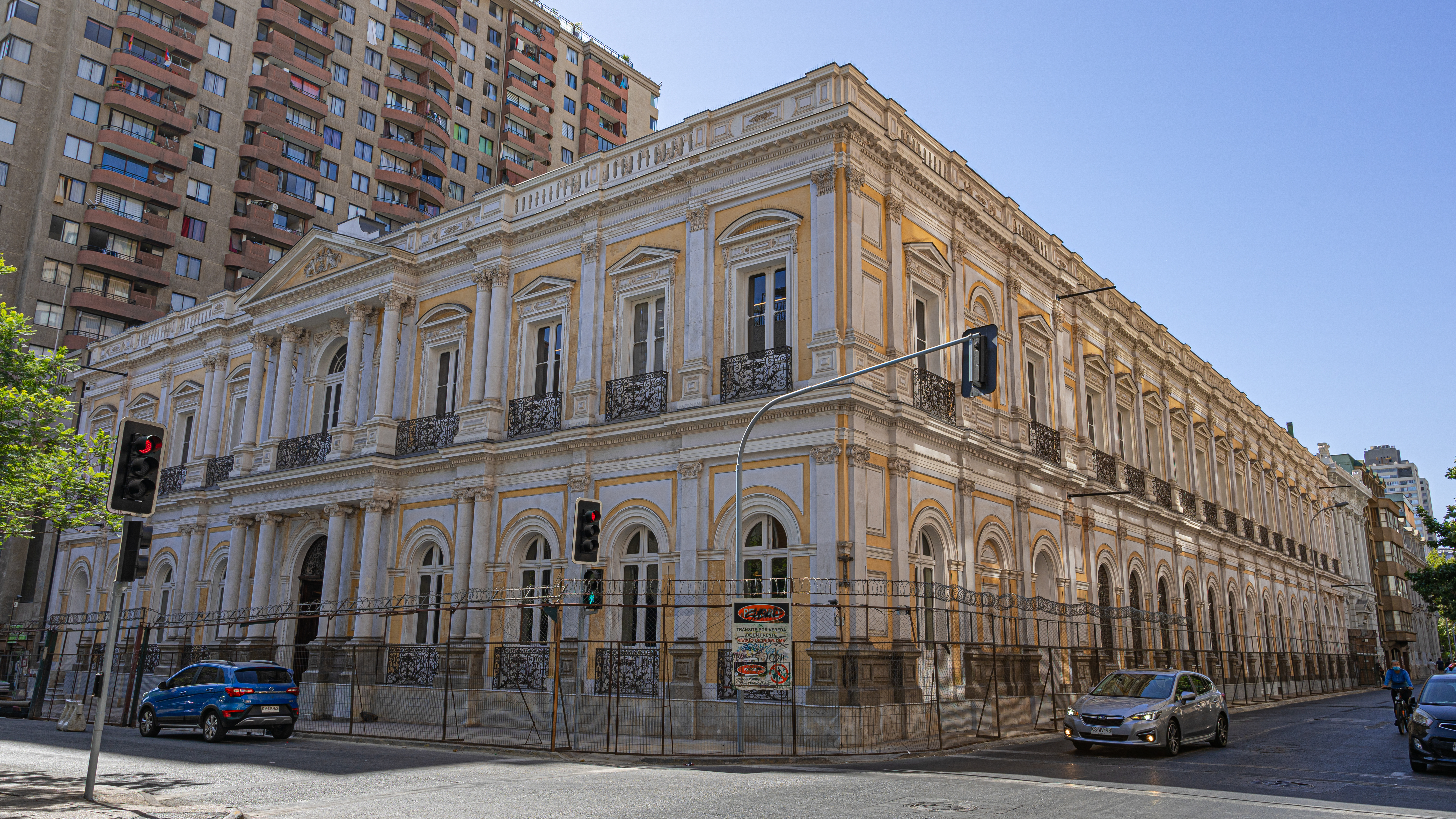
佩雷拉宫，是制宪大会的建筑物之一。

提议在2020年9月举行的制宪会议在位于智利中部的前国会大厦以及在佩雷拉宫中举行，并作为常用办公场所。有几位议员表示反对占用前国会在圣地亚哥的总部，因为据他们称，在该建筑物中进行了其他立法工作和民间的会议，并且没有提供必要的基础设施。伊万·弗洛雷斯提议，公约应在韦尼乌斯宫举行。
2020年11月23日，智利政府在2021年政府预算报告中增加了几项预算，其中包括被认为是改造和启用前国会大厦和佩雷拉宫的项目，以容纳制宪大会。评估了全体会议在众议院旧会议厅或前国会大礼堂举行的可能性，以及佩雷拉宫作为辅助建筑提供各种委员会和服务的可能性。
2021年1月11日，塞巴斯蒂安·皮涅拉总统宣布佩雷拉宫为制宪会议的总部。会场将设有15个办公室，102个席位和11个会议室，可容纳132个席位，以及一个更大的会议室，最多可容纳40人参加会议。还证实，前国会大厦的宫殿将用于全体会议和某些委员会。